# Françoise Graton
Pour les articles homonymes, voir Graton.
Françoise Graton est une actrice québécoise née à Montréal le 4 juin 1930, où elle est morte le 7 novembre 2014 ,.

## Biographie
Après quelques années actives au théâtre, elle fonde en 1964 avec Georges Groulx et Gilles Pelletier - son compagnon de vie - la Nouvelle Compagnie Théâtrale (NCT) à Montréal dans le but de présenter aux étudiants les grandes œuvres du répertoire. La NCT deviendra en 1997 le Théâtre Denise-Pelletier. Françoise Graton y sera comédienne, animatrice, directrice de production et administratrice pendant près de vingt ans.
Par la suite, Françoise Graton sera de toutes les scènes montréalaises et jouera dans plusieurs télé-romans et quelques films québécois.
Françoise Graton est la tante du comédien Vincent Graton et du comédien François Chénier.
Le fonds d'archives de Françoise Graton est conservé au centre d'archives de Montréal de la Bibliothèque et Archives nationales du Québec. 
Elle meurt à Montréal le 7 novembre 2014 , des suites d'une chute.

## Filmographie
- 1953 - 1954 : L'Île aux Trésors (série TV pour la jeunesse) — Nouki
- 1953 - 1959 : La Famille Plouffe (série TV) — Hélène Giguère
- 1955 - 1958 : Cap-aux-sorciers (série TV) — Sylvette
- 1972 - 1975 : Les Forges de Saint-Maurice (série TV)
- 1978 - 1984 : Terre humaine (série TV)
- 1983 : Bonheur d'occasion — Mme Letourneau
- 2000 - 2003 : Chartrand et Simonne (série TV) — Hélène Chartrand
- 2001 - 2002 : La Vie, la vie (série TV) — Cécile
- 2005 : Providence (série TV) — Gisèle Lemieux
- 2007 : L'Âge des ténèbres — Madame Leblanc
- 2009 : Romaine par moins 30 — Grand-maman, la grand-mère d'Étienne
- 2009 : Aveux — Grand-Maman Julie